# Bengt Jakobsson
För andra betydelser, se Bengt Jakobsson (olika betydelser).
Bengt Folke Jakobsson, född 5 januari 1916 i Göteborg, död där 5 september 2001, var en svensk ingenjör.
Jakobsson, som var son till ingenjör Charles Jakobsson och Helfrid Pettersson, utexaminerades från Chalmers tekniska högskola 1937, blev teknologie doktor 1948 och docent vid nämnda högskola 1948. Han var anställd vid SKF i Göteborg 1938–1939, vid AB Åtvidabergs Industrier 1939–1941, lärare vid Tekniska gymnasiet i Göteborg 1941–1943, assistent och speciallärare vid Chalmers tekniska högskola 1941–1950, beräkningschef vid Svenska Flygmotor AB 1944–1950 och professor i läran om maskinelement vid Chalmers tekniska högskola 1950–1981. Han bedrev konsulterande verksamhet sedan 1951, invaldes som ledamot av Kungliga Ingenjörsvetenskapsakademien 1962 och av Kungliga Vetenskaps- och Vitterhets-Samhället i Göteborg 1969. Han var ordförande i Kungliga Ingenjörsvetenskapsakademiens svetskommission 1963–1985 och president i International Institute of Welding 1975–1978. Han skrev bland annat doktorsavhandlingen Styrning av bandfordon (1947).